# La Higuera, Chile
La Higuera este un târg și comună din provincia Elqui, regiunea Coquimbo, Chile, cu o populație de 4.285 locuitori (2012) și o suprafață de 4158,2 km2.